# 乌拉姆·侯赛因·马兹卢米
乌拉姆·侯赛因·马兹卢米（波斯語：غلام‌حسین مظلومی；1950年1月13日—2014年11月19日），绰号Sar Talaei（“黄金头”），是一名前伊朗足球运动员、足球教练和俱乐部主席。
他作为球员时曾为三家俱乐部效力，包括纳夫特、塔吉、和沙赫巴兹FC。他还曾入选伊朗国家队。1988年至1989年间他曾暂任埃斯特拉达尔球队的主教练一职。他还在1974年亚运会和1976年亚洲杯上荣获最佳射手称号。
从2011年至2013年间，他担任沙欣布什尔俱乐部主席并兼任伊朗埃斯特拉达球队的名誉副主席。他于2014年11月19日去世，而他两年前被诊断出患有胃癌。

## 早期情况
乌拉姆·侯赛因·马兹卢米于1950年1月13日出生在伊朗的阿巴丹。他有两个姐姐和六个兄弟。其中帕尔维兹，也成为了职业足球运动员和教练。

## 俱乐部职业生涯
马兹卢米效力于塔吉队时，是球队的一名关键球员。他为球队赢得了1970年亚俱杯的冠军，之后又在1971赛季获得联赛冠军。在1974年则为球队拿到了塔赫特贾姆希德杯亚军，更在次年获得该杯赛的冠军。马兹卢米被认为是伊朗足球史上最优秀的前锋之一，他是伊朗国家队进球数最多的球员之一。马兹卢米也是一名伟大的终结者，很少错过的进球机会。
效力于塔吉队时，他在1974年和1975年连续两年成为塔赫特贾姆希德杯的头号射手。在1975年转会沙赫巴兹之后他依然是球队的顶级射手，并且帮助球队在1977年获得塔赫特贾姆希德杯第三名。在1978年，马兹卢米无奈因伤退役，年仅30岁。

## 国家队生涯
马兹卢米于1969年9月在伊朗与巴基斯坦的比赛中首次亮相。他为伊朗国家队一共出场40次，并射进19粒进球。
马兹卢米效力伊朗国家队期间一共赢得了的三项重要赛事的冠军，分别是：1972年亚洲杯、1974年在德黑兰举办的亚运会，以及1976年在德黑兰举办的亚洲杯。此外他还参加了1976年蒙特利尔奥运会，当时伊朗队晋级八强。

## 职业生涯的统计数据

### 国家队进球记录
| 1.                 | 1969年9月13日  | 土耳其安卡拉 安卡拉 19 Mayıs体育场 | 巴基斯坦     | 4–2 | 获胜 | 1969年经济合作组织杯 |
| 2.                 | 1969年9月13日  | 土耳其安卡拉 安卡拉 19 Mayıs体育场 | 巴基斯坦     | 4–2 | 获胜 | 1969年经济合作组织杯 |
| 3.                 | 1972年2月1日   | 希腊雅典 帕那辛納克體育場          | 科威特       | 2–0 | 获胜 | 1972年奥运会预选赛   |
| 4.                 | 1974年9月3日   | 伊朗德黑兰 沙希德·施云迪体育场     | 巴基斯坦     | 7–0 | 获胜 | 1974年亚运会         |
| 5.                 | 1974年9月3日   | 伊朗德黑兰 沙希德·施云迪体育场     | 巴基斯坦     | 7–0 | 获胜 | 1974年亚运会         |
| 6.                 | 1974年9月3日   | 伊朗德黑兰 沙希德·施云迪体育场     | 巴基斯坦     | 7–0 | 获胜 | 1974年亚运会         |
| 7.                 | 1974年9月11日  | 伊朗德黑兰 阿薩迪體育場            |              | 2–0 | 获胜 | 1974年亚运会         |
| 8.                 | 1974年9月11日  | 伊朗德黑兰 阿薩迪體育場            |              | 2–0 | 获胜 | 1974年亚运会         |
| 9.                 | 1975年8月10日  | 伊朗德黑兰 阿薩迪體育場            | 匈牙利       | 1–2 | 告负 | 熱身賽               |
| 10.                | 1975年8月20日  | 伊朗德黑兰 沙希德·施云迪体育场     | 巴林         | 3–0 | 获胜 | 1976年奥运会预选赛   |
| 11.                | 20 August 1975 | 伊朗德黑兰 沙希德·施云迪体育场     | 巴林         | 3–0 | 获胜 | 1976年奥运会预选赛   |
| 12.                | 22 August 1975 | 伊朗德黑兰 沙希德·施云迪体育场     | 沙烏地阿拉伯 | 3–0 | 获胜 | 1976年奥运会预选赛   |
| 13.                | 22 August 1975 | 伊朗德黑兰 沙希德·施云迪体育场     | 沙烏地阿拉伯 | 3–0 | 获胜 | 1976年奥运会预选赛   |
| 14.                | 1976年6月3日   | 德黑兰伊朗 阿薩迪體育場            | 南也門       | 8–0 | 获胜 | 1976年亚洲杯         |
| 15.                | 1976年6月3日   | 德黑兰伊朗 阿薩迪體育場            | 南也門       | 8–0 | 获胜 | 1976年亚洲杯         |
| 16.                | 1976年6月3日   | 德黑兰伊朗 阿薩迪體育場            | 南也門       | 8–0 | 获胜 | 1976年亚洲杯         |
| 17.                | 1976年7月20日  | 加拿大渥太华 TD花园体育场          | 古巴         | 1–0 | 获胜 | 1976年奥运会         |
| 18.                | 1977年1月7日   | 沙特阿拉伯利雅得 法赫德王子体育场  | 沙烏地阿拉伯 | 0–3 | 获胜 | 1978年世界杯预选赛   |
| 19.                | 1977年1月7日   | 沙特阿拉伯利雅得 法赫德王子体育场  | 沙烏地阿拉伯 | 0–3 | 获胜 | 1978年世界杯预选赛   |
| 截至2016年10月21日 |                |                                    |              |     |      |                      |

## 退役后
退役之后，他在1980年成为伊朗埃斯特拉达球队青年队的主教练。1988年，他取代阿巴斯·拉扎维（Abbas Razavi）成为为一线队的主教练。马兹卢米带队的第一个赛季便带领球队获得联赛第三。他在第二个赛季执教了两场比赛后便离开了俱乐部，取而代之的是曼苏尔·普赫达里（Mansour Pourheidari）。 他离开俱乐部之后，又分别执教了伊朗U-20、EST阿瓦士、莫哈威马特、马赫夏赫尔港石化、德黑兰帕岩姆。
他后来成为埃斯特拉达足球俱乐部的总经理，2011年7月24日他在沙欣布什尔人俱乐部主席一职，直到2013年7月20日因病辞职。他在2012年被诊断出患有胃癌，于2014年11月19日去世于德黑兰的纳贾医院，享年64岁。去世时他是还在任于埃斯特拉达足球俱乐部的副主席。马兹卢米留下他的妻子，四个孩子和三个孙子。